# Rockslide
Rockslide (echte naam Santo Vaccarro) is een personage uit de strips van Marvel Comics. Rockslide is een mutant wiens lichaam geheel uit steen bestaat. Hij is een student aan Xavier’s school voor mutanten, en een van de 27 studenten die ook na de House of M verhaallijn zijn krachten behield.
Rockslide werd bedacht door Nunzio DeFilippis en Christina Weir, en verscheen voor het eerst in New Mutants (vol 2) #7.

## Geschiedenis
Toen Santo’s mutatie zich begon te ontwikkelen, was hij in tegenstelling tot veel andere mutanten zeer tevreden over wat hij was geworden. Hij werd naar de mutantenschool van Professor X gestuurd waar hij vrienden werd met Hellion. Hij werd eerst een tijdje begeleid door Iceman, maar werd uiteindelijk door Emma Frost uitgekozen als lid voor haar nieuwe Hellions team. Hier kreeg hij de naam Rockslide.
Toen Scarlet Witch de wereld veranderde naar de House of M realiteit, werd Rockslide tijdelijk een wereldkampioen worstelaar. Nadat Scarlet Witch duizenden mutanten machteloos maakte was Rockslide een van de 27 studenten aan Xavier’s school die zijn krachten behield. Hij werd samen met de rest ingedeeld in het New X-Men team.
In een gevecht met Nimrod werd Rockslide’s lichaam vernietigd, maar Hellion gebruikte zijn gaven om hem weer in elkaar te zetten. Hierdoor werd hij sterker en groter dan eerst.

## Krachten
Rockslide’s lichaam bestaat geheel uit graniet. Zijn granieten lichaam geeft hem bovenmenselijke kracht, uithoudingsvermogen en weerstand tegen verwondingen. Hij kan zijn handen en vingers afvuren als projectielen, maar hij kan ze niet automatisch terug laten keren. Hij moet ze na ze te hebben afgeschoten zelf ophalen en weer op hun plek zetten.